# Кирилово (Ямбольська область)
Ки́рилово (болг. Кирилово) — село в Ямбольській області Болгарії. Входить до складу общини Єлхово.

## Населення
За даними перепису населення 2011 року у селі проживала 321 особа.
Національний склад населення села:
| Національність   | Кількість осіб | Відсоток |
| ---------------- | -------------- | -------- |
| болгари          | 299            | 94,6%    |
| цигани           | 6              | 1,9%     |
| турки            | 0              | 0%       |
| інша             | 8              | 2,5%     |
| не визначились   | 3              | 0,9%     |
| Всього відповіли | 316            |          |

Розподіл населення за віком у 2011 році:
Динаміка населення: